# Лук косой
Лук косой (лат. Allium obliquum) — многолетнее травянистое растение, вид рода Лук (Allium) семейства Луковые (Alliaceae).

## Распространение и экология
В природе ареал вида охватывает Румынию, европейскую часть России, Среднюю Азию, Монголию и Китай.
Произрастает на лугах и лесных склонах.

## Ботаническое описание
Луковица одиночная, продолговато-яйцевидная, толщиной 2—3 см, с кожистыми красновато-бурыми оболочками, прикреплена к вертикальному корневищу. Стебель мощный, высотой 60—100 (до 150) см, до половины одетый гладкими влагалищами листьев.
Листья в числе шести — девяти, линейные, шириной 5—20 мм, к верхушке постепенно суженные, плоские, туповатые, по краю гладкие, значительно короче стебля.
Чехол коротко заострённый, немного короче зонтика. Зонтик шаровидный, густой, многоцветковый. Листочки яйцевидно-колокольчатого околоцветника зеленовато-жёлтые, длиной 4—5 мм, яйцевидные, островатые или тупые, наружные немного короче внутренних, лодочковидные. Нити тычинок в полтора раза длиннее листочков околоцветника, при основании между собой и с околоцветником сросшиеся, цельные, шиловидные, почти равные. Столбик сильно выдается из околоцветника.
Коробочка равна околоцветнику.

## Таксономия
Вид Лук косой входит в род Лук (Allium) семейства Луковые (Alliaceae) порядка Спаржецветные (Asparagales).
|  |                                      |  |                                                             |                                                             |                   |  | ещё 24 семейства (согласно Системе APG II) | ещё 24 семейства (согласно Системе APG II) |                     |  |  |  | ещё более 870 видов |
|  |                                      |  |                                                             |                                                             |                   |  | ещё 24 семейства (согласно Системе APG II) | ещё 24 семейства (согласно Системе APG II) |                     |  |  |  | ещё более 870 видов |
|  |                                      |  |                                                             | порядок Спаржецветные                                       |                   |  |                                            |                                            | род Лук             |  |  |  |                     |
|  |                                      |  |                                                             | порядок Спаржецветные                                       |                   |  |                                            |                                            | род Лук             |  |  |  |                     |
|  | отдел Цветковые, или Покрытосеменные |  |                                                             |                                                             | семейство Луковые |  |                                            |                                            | вид Лук косой       |  |  |  |                     |
|  | отдел Цветковые, или Покрытосеменные |  |                                                             |                                                             | семейство Луковые |  |                                            |                                            |                     |  |  |  |                     |
|  |                                      |  | ещё 44 порядка цветковых растений (согласно Системе APG II) | ещё 44 порядка цветковых растений (согласно Системе APG II) |                   |  |                                            | ещё около 300 родов                        | ещё около 300 родов |  |  |  |                     |
|  |                                      |  |                                                             | ещё 44 порядка цветковых растений (согласно Системе APG II) |                   |  |                                            |                                            | ещё около 300 родов |  |  |  |                     |

## 

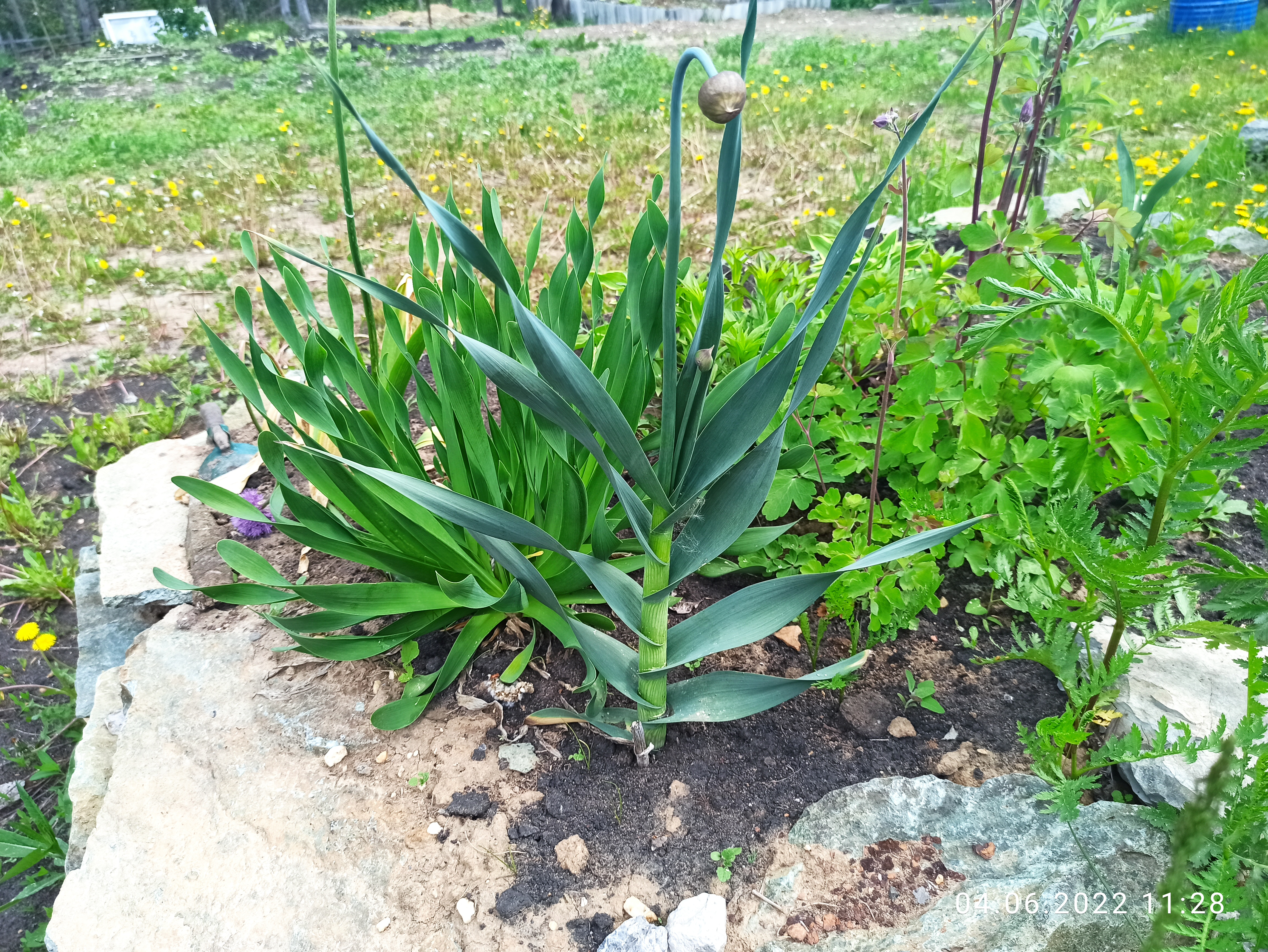
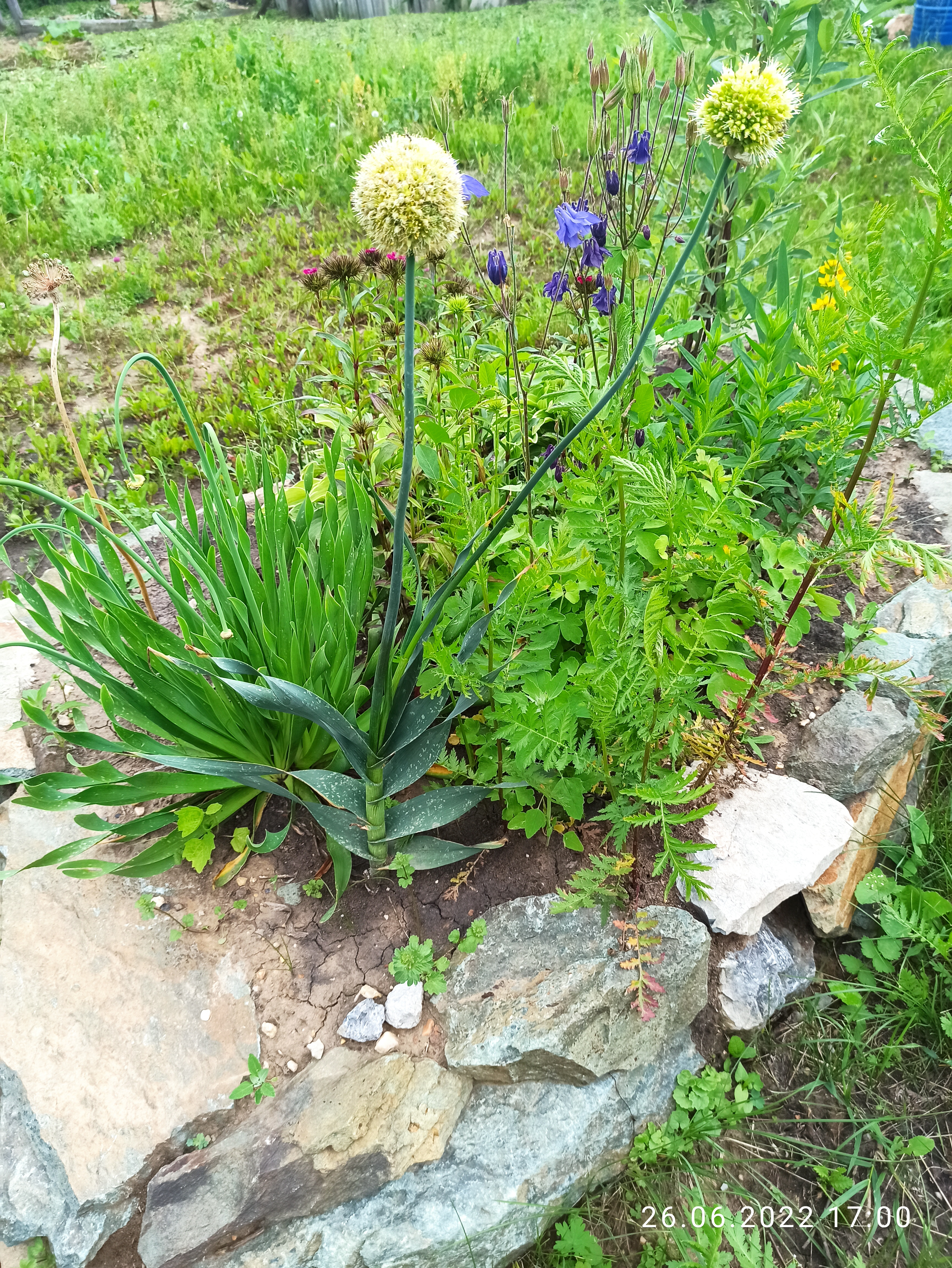
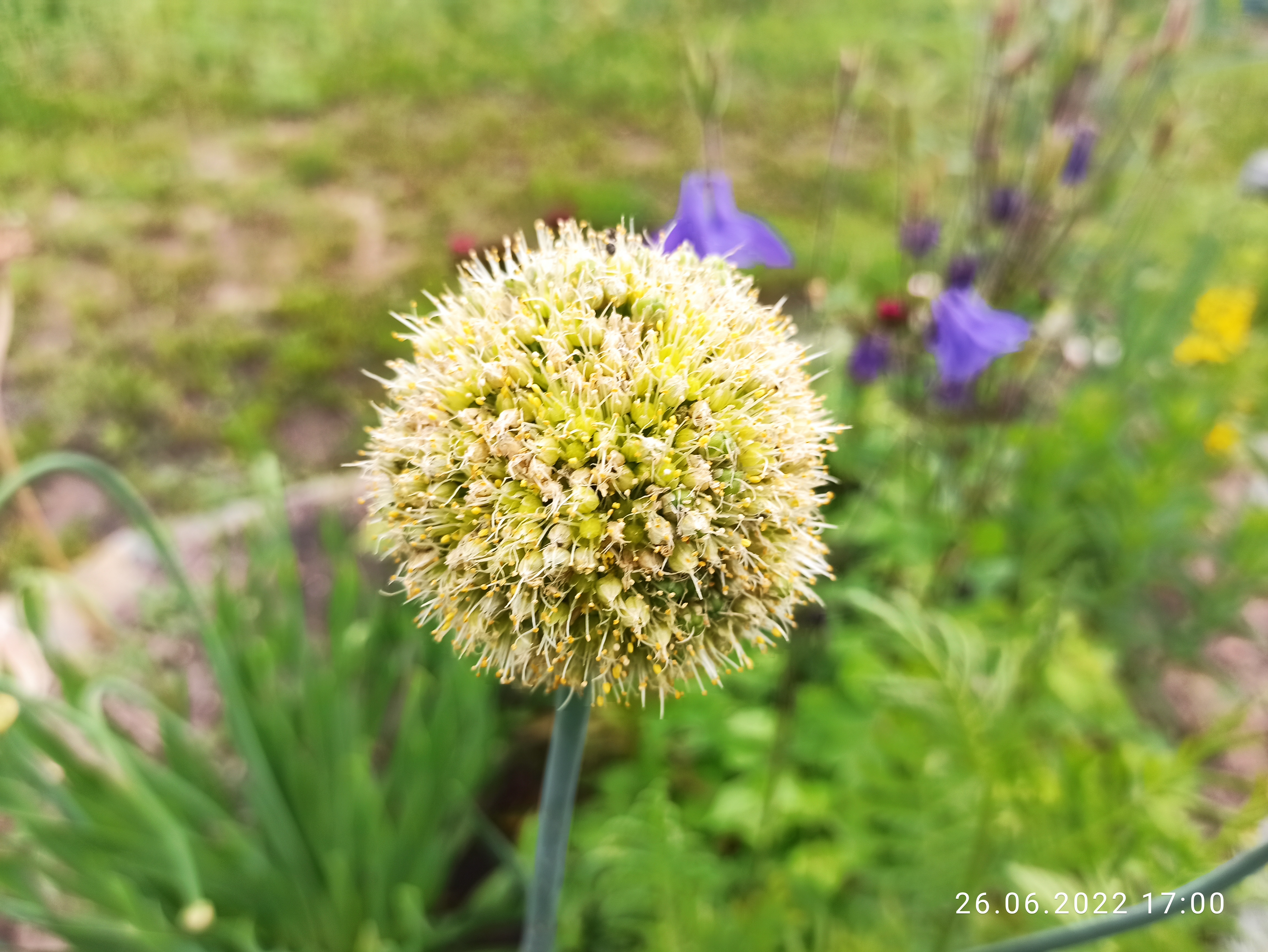